# Sixtova aféra

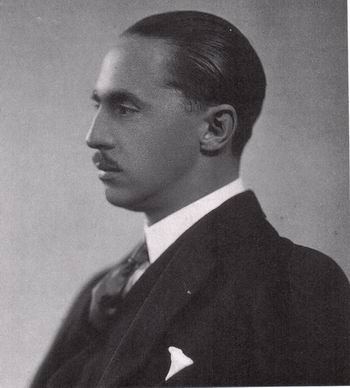
Sixtus Ferdinand Bourbonsko-Parmský v roce 1930.

Takzvaná Sixtova aféra označuje zveřejnění tajných jednání, jež vedl císař Karel I. za Rakousko-Uhersko především se zástupci Francie během 1. světové války v roce 1917 veden snahou dosáhnout mírové dohody.

## Pokusy o mírové ukončení první světové války
Po svém nástupu do úřadu dne 21. listopadu 1916 se císař Karel I. pokusil o mírové ukončení války s Dohodou. Společný návrh na mír Ústředních mocností z 12. prosince ztroskotal na odmítnutí Německé říše stanovit konkrétní mírové cíle.
Císař Karel se snažil o nové mírové rozhovory prostřednictvím belgického důstojníka, prince Sixta Ferdinanda Bourbonsko-Parmského (1886-1934) a jeho bratra Františka Xavera Bourbonsko-Parmského, sourozenců Karlovy manželky císařovny Zity.
V březnu 1917 německý říšský kancléř v tajných rozhovorech naznačil připravenost vzdát se Alsaska a Lotrinska, jež v té době byly součástí Německé říše. Císař Karel výslovně napsal ve svém dopise z 24. března, že
pod použitím mého zcela osobního vlivu budu u svých spojenců podporovat oprávněné nároky na navrácení území Alsaska-Lotrinska Francii.
Sixtus a Xaver předali dopis francouzskému prezidentovi, jenž o jeho obsahu zpravil i anglického krále Jiřího V. Druhý dopis následoval 9. května. Rakouský ministr zahraničí, hrabě Otokar Černín byl s těmito mírovými snahami obeznámen, avšak obsah listu neznal.
Po následných jednáních byl císař Karel připraven svolit i k obnově Srbska zataženého do války Rakousko-Uherskem, stejně jako Belgie a navrácení Alsaska-Lotrinska Francii na úkor Německa. Nicméně se zdráhal vůbec uvažovat o územních ztrátách Dunajské monarchie, jako např. postoupení Jižního Tyrolska Itálii. Kromě toho byl ve Francii šéf vlády Aristide Briand nahrazen Alexandrem Ribotem, takže rozhovory ztroskotaly.
Od června do srpna 1917 se konaly mírové rozhovory mezi hrabětem Nikolausem Reverterou a hrabětem Abelem Armandem, ve kterých se Francie snažila přimět Rakousko-Uhersko k separátnímu míru, zamítnutému císařem Karlem.

## Odhalení tajných jednání
Snahy císaře Karla o mírové řešení byly v následujících měsících stále více brzděny ministrem zahraničí hrabětem Černínem, jenž byl přesvědčen o vojenském vítězství.
2. dubna 1918 pronesl hrabě Černín řeč z vídeňské obecní rady, v níž výslovně prohlásil:
Proč ještě trvá světová válka? ─ Výklad hr. Czernina k zástupcům vídeňské radnice.
(...)
Bůh je mi svědkem, že jsme zkusili všechno, co bylo možné, abychom zamezili novou ofensivu. Dohoda tomu nechtěla. Pan Clémenceau poptával se nějakou dobu před počátkem západní ofensivy u mne, jsem-li ochoten k vyjednávání a na jakém podkladě. Odpověděl jsem ihned v dohodě s Berlínem, že jsem k tomu ochoten a že vůči Francii nemohu viděti jiné překážky míru, leč přání Francie po Elsasku-Lotrinsku. Z Paříže se odpovědělo, že se na tomto podkladě nedá vyjednávati. Pak nebylo už jiné volby.
(...)
 Národní listy. 3. duben 1918, roč. 58, ranní vydání 75, s. 1–2.

Tento projev se následujícího dne objevil na titulní straně několika deníků, např. Fremden-Blatt nebo Národní Listy.
Jelikož toto podání z úst Černína neodpovídalo skutečnosti, a on nechtěl vypadat jako prosebník, zveřejnil francouzský ministerský předseda Georges Clemenceau dne 12. dubna 1918 první z Karlových dopisů. Císař Karel nicméně veřejně dementoval ústupky navrhované Francii.
Karel tyto pasáže o Alsasku-Lotrinsku a Belgii, pravděpodobně na nátlak Černína, popřel. Černín na sebe nevzal vinu, což by bývalo takticky chytré, popřel skutečnost, že o dopise ví a tím svého panovníka poškodil v očích spojenců. Nakonec jej císař Karel 16. dubna 1918 zprostil jeho úřadu.
Americký ministr zahraničí Robert Lansing popsal Clémenceauovo jednání jako akt do nebe volající tuposti: kdyby chtěl Clémenceau usvědčit Černína ze lži, tak by se mu to zřejmě podařilo, ale za jakou cenu! Jeho odhalení vehnalo Rakousko do náruče Německa, takže jedině vojenské vítězství na západní frontě mohlo otevřít dveře, které Clémenceau přibouchnul. Francouzský ministerský předseda s konečnou platností vehnal slábnoucí Habsburskou monarchii zpět do tísnivé náruče německých spojenců.
A skutečně vedla Černínova tisková rozepře s Clémenceauem (dočasně) ke ztrátě vněpolitické svobody jednání monarchie. K mocenskému přizpůsobení se v otázce válečných cílů se již Rakousko-Uhersko, vzhledem k rozrušenosti vnitřní politiky a hospodářské situace v monarchii, po Sixtově aféře necítilo spojencům povinováno.
Pro rakousko-uherskou monarchii se po brest-litevském míru a míru z Bukurešti postupně rozplývaly vyhlídky, že by západní mocnosti mohly dát po jejich případné výhře přednost možnosti zachování monarchie. Sixtova aféra nezničila jen možnost dalších vyjednávání se západními mocnostmi, nýbrž také vedla v několika týdnech k jejímu ukončení, k uznání principu sebeurčení v maximálním a nejradikálnějším rozsahu a tím de facto k vynesení ortelu smrti nad mnohonárodnostním státem.
Odhalení těchto tajných jednání znamenalo konec Rakouska-Uherska coby „rovnoprávného“ partnera Německé říše. Německá nacionální propaganda v Rakousku nazvala císaře Karla „pantoflovým hrdinou podřízeným taliánské přistěhovalkyni“ a císařovnu Zitu „italskou zrádkyní“.